# Grand Tour (film)
Pour les articles homonymes, voir Grand tour.
Pour plus de détails, voir Fiche technique et Distribution.
Grand Tour est un drame luso-franco-italien co-écrit et réalisé par Miguel Gomes, sorti en 2024.
Il est sélectionné en compétition officielle au festival de Cannes 2024 et y reçoit le prix de la mise en scène.

## Synopsis
En 1917, à Rangoun, un fonctionnaire de la Birmanie britannique, s'enfuit le jour où il reçoit un télégramme de sa fiancée annonçant son arrivée pour leur mariage. Cette dernière part alors sur ses traces lors d'un « Grand Tour » improvisé de l'Extrême-Orient.

## Fiche technique
Sauf indication contraire ou complémentaire, les informations mentionnées dans cette section peuvent être confirmées par la base de données Uma Pedra no Sapato.
- Titre original et francophone : Grand Tour
- Réalisation : Miguel Gomes
- Scénario : Miguel Gomes, Telmo Churro, Maureen Fazendeiro et Babu Targino
- Décors : Thales Junqueira	et Marcos Pedroso
- Costumes : Silvia Grabowski
- Photographie : Gui Liang, Sayombhu Mukdeeprom et Rui Poças
- Son : Li Kelan et Vasco Pimentel
- Montage : Telmo Churro
- Production : Filipa Reis
  - Production déléguée : Serena Alfieire et Patrícia Faria
  - Production exécutive : João Miller Guerra
  - Production associées : Viola Fügen, Michael Weber, Holger Stern et Meng Xie Kei Chika-Ura
  - Co-production : Marta Donzelli, Gregorio Paonessa, Thomas Ordonneau et Tom Dercourt
- Sociétés de production : Uma Pedra no Sapato, Cinéma Defacto, Shellac, Vivo Film
- Sociétés de distribution : Uma Pedra no Sapato (Portugal) ; Lucky Red[4] (Italie) Shellac & Tandem (France)
- Pays de production :  Portugal,  France,  Italie
- Langues originales : portugais, birman, chinois, japonais, vietnamien, thaï, français
- Format : noir et blanc - 1.66:1 - 16 mm - Dolby Digital
- Genre : comédie dramatique
- Durée : 128 minutes
- Dates de sortie :
  - France : 22 mai 2024 (festival de Cannes) ; 27 novembre 2024[5] (sortie nationale)
  - Italie : 23 mai 2024[6]
  - Portugal : 19 septembre 2024[7]

## Distribution
- Gonçalo Waddington (pt) : Edward
- Crista Alfaiate : Molly
- Cláudio da Silva : Timothy Sanders
- Lang-Khê Tran[8] : Ngoc
- João Pedro Vaz : le révérend Carpenter
- Teresa Madruga : Espia

## Production

### Genèse et développement
Début décembre 2022, Eurimages soutient le réalisateur Miguel Gomes, en lui versant 500 000 euros pour son projet de long métrage intitulé Grand Tour,. Ce film est coproduit par les sociétés étrangères Vivo Film (Italie), Shellac Films (France) et Cinéma Defacto (France), puis associé avec The Match Factory (Allemagne), Rediance (Chine) et Creatps Inc. (Japon).

### Attribution des rôles
Début mars 2023, Gonçalo Waddington et Crista Alfaiate sont mentionnés dans les rôles principaux.

### Tournage
Le tournage débute au premier semestre 2020, en Asie, où Miguel Gomes et sa petite équipe étaient en voyage en Birmanie, à Singapour, au Viêt Nam, en Thaïlande, aux Philippines, au Japon et en Chine, « sans même qu'il n'y ait de scénario pour le film », puis les prises de vues se sont interrompues à cause de la pandémie de Covid-19,.
Le tournage reprend mi-février 2023 à Lisbonne, au Portugal, et prend fin, en mi-mars, en Italie, en studio de Rome, « l'espace cinématographique par excellence », dixit le réalisateur.

## Sortie

### Festival
Grand Tour est sélectionné, le 11 avril 2024, en compétition pour la Palme d'or et projeté en avant-première mondiale, le 22 mai, au festival de Cannes. Le 25 mai, lors de la soirée de clôture, Miguel Gomes obtient le prix de la mise en scène ; il déclare : « c'est rare pour un film portugais d'être nommé, et gagner un prix l'est encore plus. ».

### Accueil critique
En France, le site Allociné recense une moyenne des critiques de presse de 3,4⁄5.

## Distinctions

### Récompense
- Festival de Cannes 2024 : prix de la mise en scène[18]

### Sélection
- Festival de Cannes 2024 : sélection officielle, en compétition